# Ypsolopha asperella
Ypsolopha asperella is een nachtvlinder uit de familie Ypsolophidae. De spanwijdte van de vlinder bedraagt tussen de 20 en 21 millimeter. De soort komt verspreid over Noord- en Midden-Europa en Siberië voor. Uit Nederland en België is de soort niet bekend

## Waardplanten
Ypsolopha asperella heeft appel, meidoorn en Prunus als waardplanten.